# Украинское агентство по авторским и смежным правам
Украинское агентство по авторским и смежным правам (УААСП) — украинская государственная организация коллективного управления, специализирующаяся на сборе и выплате авторского вознаграждения (роялти). Основной задачей организации является управление на коллективной основе и защита имущественных авторских прав украинских и зарубежных авторов на территории Украины.

## Деятельность
УААСП осуществляет управление имущественными правами авторов, собирая и насчитывая роялти за публичное исполнение музыкальных произведений, драматических постановок, за публикацию статей в научных периодических изданиях и тому подобное.

## История
1926 — основание Украинского театрального общества драматургов и композиторов (УТОДИК)
1928 — принятие национального закона «Об авторском праве», ключевого в работе УТОДИК;
1930 — УТОДИК реформируется в «Всеукодрам»;
1935 — реформирование агентства в Управление по защите авторских прав (УЗАП)
1941-1944 — учреждение не работает в связи со Второй мировой войной;
1974 — основание на базе УЗАП Украинского республиканского отделения Всесоюзного агентства по авторским правам (УРО ВААП)
1992 — реформирование учреждения в Государственное агентство Украины по авторским и смежным правам (ГА УААСП) при Кабинете министров Украины;
1996 — вступление ГА УААСП в Международную конфедерацию авторов и композиторов (CISAC)
2005 — УААСП становится полноправным членом CISAC.
2018 — УААСП прекращает членство в CISAC.